# Darren Cahill
Darren Cahill (n. 2 octombrie 1965, Adelaide, Australia de Sud, Australia) este un fost jucător profesionist de tenis și actual antrenor de tenis din Australia.
În plus, Cahill este analist de tenis al turneelor de Grand Slam pentru rețeaua de televiziune specializată pe sport ESPN și antrenor în cadrul Adidas Player Development Program și al ProTennisCoach.com. 
Începând cu turneul american de la Indian Wells din 2015, Simona Halep este antrenată de Darren Cahill.

## Cariera

### Jucător
Cahill a devenit profesionist în 1984. El a câștigat primul său titlu în 1985,  în competiția de dublu a turneului în aer liber de la Melbourne. În 1987, el a câștigat primul său titlu individual la un turneu de top, la New Haven.
Cea mai bună performanță individuală a lui Cahill la un turneu de Grand Slam a avut loc la turneul US Open din 1988, atunci când l-a învins pe Boris Becker în runda a doua și a ajuns în semifinale, unde a pierdut în fața lui Mats Wilander, câștigătorul turneului.
În 1989, Cahill a ajuns în finala competiției de dublu masculin de la Australian Open, făcând echipă cu jucătorul australian Mark Kratzmann. Tot împreună cu Kratzmann, Cahill a câștigat turneul ATP din Cincinnati.
Cahill a fost membru al echipei Australiei care a ajuns în 1990 în finala Cupei Davis. Australia a pierdut cu 3-2 în finala cu Statele Unite ale Americii. Cahill a realizat un scor de 6-4 în cariera sa din cadrul Cupei Davis (4-0 în meciurile de dublu și 2-4 în meciurile de simplu).
Cahill a câștigat ultimul titlu individual în 1991, la San Francisco. Ultimul său titlu de dublu a fost obținut în 1994, la Sydney.
În 1989, Cahill a ajuns la vârful carierei sale, clasându-se pe locul 10 în clasamentul jucătorilor din proba de dublu și pe locul 22 în clasamentul jucătorilor din proba de simplu. După ce a suferit leziuni cronice la genunchi și zece operații, s-a retras din turneele profesioniste în 1995.

### Antrenor
După ce și-a încheiat cariera de jucător, Cahill a devenit un antrenor de tenis de succes și l-a ajutat pe Lleyton Hewitt să devină cel mai tânăr jucător de tenis clasat vreodată pe locul 1 mondial. După Hewitt, Cahill l-a antrenat pe Andre Agassi, care a devenit, cu ajutorul lui Cahill, cel mai în vârstă jucător de tenis care s-a clasat pe locul 1 mondial în mai 2003. Cahill s-a alăturat Adidas Player Development Program, după ce Agassi s-a retras în 2006 și a lucrat cu jucători de înalt nivel precum Andy Murray, Ana Ivanovic, Fernando Verdasco, Daniela Hantuchová, Sorana Cârstea și Simona Halep. El este, de asemenea, un descoperitor de talente în cadrul programului Adidas și lucrează cu juniori promițători din întreaga lume.
Pe lângă antrenarea jucătorilor individuali, Cahill a fost antrenorul echipei australiene de Cupa Davis din 2007 până în februarie 2009. Împreună cu Roger Rasheed, Brad Gilbert și Paul Annacone, Cahill este antrenor la ProTennisCoach.com, un site de antrenament profesionist cu acces liber. Cahill colaborează, de asemenea, cu PlaySight Interactiv, o companie de tehnologie sportivă aflată în spatele SmartCourt. Împreună cu Paul Annacone, el conduce echipa de antrenament și de dezvoltare a jucătorilor din cadrul companiei PlaySight, ajutând compania să-și aducă tehnologia mai aproape de jucătorii și antrenorii de tenis din întreaga lume.

### Mass-Media
Începând din 2007, Cahill este analist de tenis pentru rețeaua globală de televiziune ESPN pentru cele patru turnee de tenis de Grand Slam: Australian Open, French Open, Wimbledon și US Open. De asemenea, el colaborează cu rețeaua australiană de televiziune Canal 7 la Cupa Hopman și la Australian Open.

## Viața personală
Darren este fiul jucătorului de fotbal australian și al antrenorului John Cahill. Porecla lui este Killer.
El a fost bursier al Australian Institute of Sport și este acum membru al Adidas Player Development Program.

## Finale de Grand Slam

### Dublu mixt: 1 (0-1)
| Rezultat | An   | Campionat | Suprafață | Parteneră     | Adversari             | Scor            |
| -------- | ---- | --------- | --------- | ------------- | --------------------- | --------------- |
| Finalist | 1987 | Wimbledon | Iarbă     | Nicole Provis | Jo Durie Jeremy Bates | 6-7(10-12), 3-6 |

## Finale

### Simplu 4 (3-1)
| Legendă                                 |
| --------------------------------------- |
| Turnee de Grand Slam (0-0)              |
| ATP World Tour Finals (0-0)             |
| ATP World Tour Masters Series (0-0)     |
| ATP World Series din 1990 (1-1)         |
| ATP International Series din 1990 (0-0) |

| Titluri după suprafața de joc |
| ----------------------------- |
| Hard (1-0)                    |
| Zgură (1-0)                   |
| Iarbă (0-1)                   |
| Carpet (1-0)                  |

| Rezultat   | Nr. | Dată                         | Turneu                    | Suprafață | Adversar       | Scor          |
| ---------- | --- | ---------------------------- | ------------------------- | --------- | -------------- | ------------- |
| Câștigător | 1.  | 01987-08-10 10 august 1987   | New Haven, Connecticut    | Hard      | Dan Cassidy    | 6-0, 6-3      |
| Câștigător | 2.  | 01988-07-04 4 iulie 1988     | Gstaad, Elveția           | Zgură     | Jakob Hlasek   | 6-3, 6-4, 7-6 |
| Finalist   | 1.  | 01990-07-09 9 iulie 1990     | Newport, Rhode Island     | Iarbă     | Pieter Aldrich | 6-7, 6-1, 1-6 |
| Câștigător | 3.  | 01991-02-04 4 februarie 1991 | San Francisco, California | Carpet    | Brad Gilbert   | 6-2, 3-6, 6-4 |

### Dublu: 20 (13-7)
| Legendă                                 |
| --------------------------------------- |
| Turnee de Grand Slam (0-1)              |
| ATP World Tour Finals (0-0)             |
| ATP World Tour Masters Series (1-1)     |
| ATP World Series din 1990 (3-3)         |
| ATP International Series din 1990 (0-0) |

| Titluri după suprafața de joc |
| ----------------------------- |
| Hard (8-4)                    |
| Zgură (0-1)                   |
| Iarbă (5-1)                   |
| Carpet (0-2)                  |

| Rezultat   | Nr. | Dată               | Turneu                                | Suprafață | Partener        | Adversari                      | Scor          |
| ---------- | --- | ------------------ | ------------------------------------- | --------- | --------------- | ------------------------------ | ------------- |
| Câștigător | 1.  | 23 decembrie 1985  | Melbourne, Australia                  | Iarbă     | Peter Carter    | Brett Dickinson Roberto Saad   | 7-6, 6-1      |
| Finalist   | 1.  | 9 iunie 1986       | Queen's Club, Londra, Anglia          | Iarbă     | Mark Kratzmann  | Kevin Curren Guy Forget        | 2-6, 6-7      |
| Finalist   | 2.  | 13 septembrie 1987 | Bordeaux, Franța                      | Zgură     | Mark Woodforde  | Sergio Casal Emilio Sánchez    | 3-6, 3-6      |
| Câștigător | 2.  | 12 octombrie 1987  | Sydney Indoor, Sydney, Australia      | Hard      | Mark Kratzmann  | Boris Becker Robert Seguso     | 6-3, 6-2      |
| Câștigător | 3.  | 28 decembrie 1987  | Adelaide, Australia                   | Hard      | Mark Kratzmann  | Carl Limberger Mark Woodforde  | 4-6, 6-2, 7-5 |
| Câștigător | 4.  | 4 ianuarie 1988    | Sydney Outdoor, Sydney, Australia     | Iarbă     | Mark Kratzmann  | Joey Rive Bud Schultz          | 7-6, 6-4      |
| Câștigător | 5.  | 25 aprilie 1988    | Hamburg, Germania                     | Iarbă     | Laurie Warder   | Rick Leach Jim Pugh            | 6-4, 6-4      |
| Câștigător | 6.  | 10 octombrie 1988  | Sydney Indoor, Sydney, Australia      | Hard      | John Fitzgerald | Marty Davis Brad Drewett       | 6-3, 6-2      |
| Câștigător | 7.  | 9 ianuarie 1989    | Sydney Outdoor, Sydney, Australia     | Hard      | Wally Masur     | Pieter Aldrich Danie Visser    | 6-4, 6-3      |
| Finalist   | 3.  | 16 ianuarie 1989   | Australian Open, Melbourne, Australia | Hard      | Mark Kratzmann  | Rick Leach Jim Pugh            | 4-6, 4-6, 4-6 |
| Câștigător | 8.  | 12 iunie 1989      | Queen's Club, Londra, Anglia          | Iarbă     | Mark Kratzmann  | Tim Pawsat Laurie Warder       | 7-6, 6-3      |
| Câștigător | 9.  | 2 octombrie 1989   | Brisbane, Australia                   | Hard      | Mark Kratzmann  | Broderick Dyke Simon Youl      | 6-4, 5-7, 6-0 |
| Finalist   | 4.  | 9 octombrie 1989   | Sydney Indoor, Sydney, Australia      | Hard      | Mark Kratzmann  | Scott Warner David Pate        | 3-6, 7-6, 5-7 |
| Câștigător | 10. | 26 februarie 1990  | Memphis, Tennessee                    | Hard      | Mark Kratzmann  | Udo Riglewski Michael Stich    | 7-5, 6-2      |
| Câștigător | 11. | 9 septembrie 1990  | Newport, Rhode Island                 | Iarbă     | Mark Kratzmann  | Todd Nelson Bryan Shelton      | 7-6, 6-2      |
| Câștigător | 12. | 6 octombrie 1990   | Cincinnati, Ohio                      | Hard      | Mark Kratzmann  | Neil Broad Gary Muller         | 7-6, 6-2      |
| Finalist   | 5.  | 29 octombrie 1990  | Paris, Franța                         | Carpet    | Mark Kratzmann  | Scott Davis David Pate         | 7-5, 3-6, 4-6 |
| Finalist   | 6.  | 7 ianuarie 1991    | Sydney Outdoor, Sydney, Australia     | Hard      | Mark Kratzmann  | Scott Davis David Pate         | 6–3, 3-6, 2-6 |
| Câștigător | 13. | 10 ianuarie 1994   | Sydney Outdoor, Sydney, Australia     | Hard      | Sandon Stolle   | Mark Kratzmann Laurie Warder   | 6–1, 7-6      |
| Finalist   | 7.  | 31 ianuarie 1994   | Dubai, Emiratele Arabe Unite          | Hard      | John Fitzgerald | Todd Woodbridge Mark Woodforde | 7-6, 4-6, 2-6 |